# Mink van der Weerden
Mink Alphons van der Weerden (Geldrop, 19 de octubre de 1988) es un exjugador de hockey sobre césped neerlandés que se desempeñaba como defensor.

## Trayectoria
Van der Weerden formó parte de la selección en la Copa Mundial Junior de 2009, donde terminó como máximo goleador del torneo con 13 goles. Compitió en tres Juegos Olímpicos, consiguiendo una medalla de plata en 2012. Fue integrante de los equipos de su país que ganaron tres medallas de oro y dos de bronce en los Campeonatos de Europa. También obtuvo dos medallas de plata en las Copas Mundiales de 2014 y 2018.